# Acétylcystéine
Pour les articles homonymes, voir DCI et NAC.
La N-acétylcystéine ou acétylcystéine (DCI) ou NAC est un acide aminé non essentiel, qui stimule la production de glutathion, un antioxydant. L'acétylcystéine est un thiol, qui peut s'oxyder en réduisant la quantité de radicaux libres. Il est utilisé comme médicament et comme complément alimentaire.

## Mode d'action
L'acétylcystéine est un dérivé de la cystéine, avec un groupe acétyle qui est attaché à l'atome d'azote. Il agit en cassant les ponts disulfures du mucus, ce qui le liquéfie, facilitant ainsi l'expectoration des mucosités. Il dégrade par le même mécanisme les multimères de facteurs de von Willebrand avec une action favorisant la fibrinolyse.

## Indications
Cette molécule est vendue comme complément alimentaire et protectrice du foie. Elle est utilisée pour la toux encombrée dite aussi « toux grasse » et est au contraire contrindiquée dans la toux d'irritation dite « toux sèche ». Il s'agit d'un antidote pour certaines intoxications (tétrachlorure de carbone, chloroforme, diméthylformamide (DMF) et amatoxines dans le syndrome phalloidien).

### Mucolytique
L'acétylcystéine est utilisée comme agent mucolytique (fluidifiant ou « dissolvant de mucus ») pour aider à briser le mucus épais souvent présent en cas de troubles respiratoires (par exemple angine, bronchite, sinusite). Elle opère par scission des ponts disulfures des mucoprotéines. En France, la haute autorité de santé considère son service médical rendu comme insuffisant en tant que mucolytique, car son efficacité est non prouvée dans cette indication,. 

### Traitement des intoxications au paracétamol
L'administration d'une perfusion intraveineuse d'acétylcystéine (forme IV : Hidonac/ Fluimucil) dans les huit à dix heures suivant l'intoxication, protège le foie des dommages dus aux métabolites toxiques. Le traitement par N-Acétylcystéine est effectué dès que la dose de paracétamol ingérée est supérieure ou égale à 150 mg/Kg chez l'adulte, et à 200 mg/Kg chez l'enfant. Le traitement est poursuivi en fonction de la paracétamolémie.
La voie d'administration est intraveineuse mais une administration par voie orale est également possible, bien que plus lente dû à l'absorption gastrique. La voie per os est également compliqué par les vomissements causés par l'intoxication au paracétamol.

### Prévention de la toxicité des produits de contraste iodés
L'acétylcystéine a été donnée per os pour les examens avec injections d'iode (scanners, coronarographies, etc.) car elle semblait protéger le rein de l'insuffisance rénale aiguë due aux produits de contraste iodés de deux manières : en augmentant le débit de perfusion rénale et par une action antioxydante au niveau des tubules rénaux (que l'iode oxyde). L'efficacité, finalement, sur la fonction rénale n'est pas démontrée,.

### Recherches sur les troubles psychiatriques
En psychiatrie, elle est testée dans le cadre de traitements contre la dépression et les troubles bipolaires, . Elle diminuerait les symptômes de la schizophrénie. Une efficacité est envisagée dans l'autisme ; les troubles obsessionnels compulsifs (essai clinique négatif) ; ainsi que, dans la toxicomanie, dans la réduction du nombre, de l'intensité des cravings et la prévention des rechutes en période de sevrage dans la dépendance à la cocaïne, au cannabis, voire au tabac ou à l'alcool. On pense qu'elle agit en modulant les récepteurs NMDA glutamate ou en augmentant le glutathion. La N-Acétyl-Cystéine augmente la concentration de glutamate ce qui restaure la plasticité des synapses.

### Recherches sur le traitement de l'alopécie
La recherche sur l'usage d'acétylcystéine semble montrer une efficacité dans la lutte contre l'alopécie androgénétique (calvitie masculine), associée ou non à d'autres traitements comme l'usage de minoxidil en solution topique. 
Dans le même temps, la recherche sur l'animal montre que l'acétylcystéine pourrait être une option thérapeutique efficace et peu risquée pour la lutte contre la perte de cheveux induite par chimiothérapie.

## Effets secondaires
Les effets secondaires sont :
- nausées ;
- gastralgies ;
- vomissements ;
- arthrose[22].

La recherche, par l'administration de grandes doses à des souris, montre que l'acétylcystéine à forte dose pourrait endommager le cœur et les poumons.

## Formes commerciales

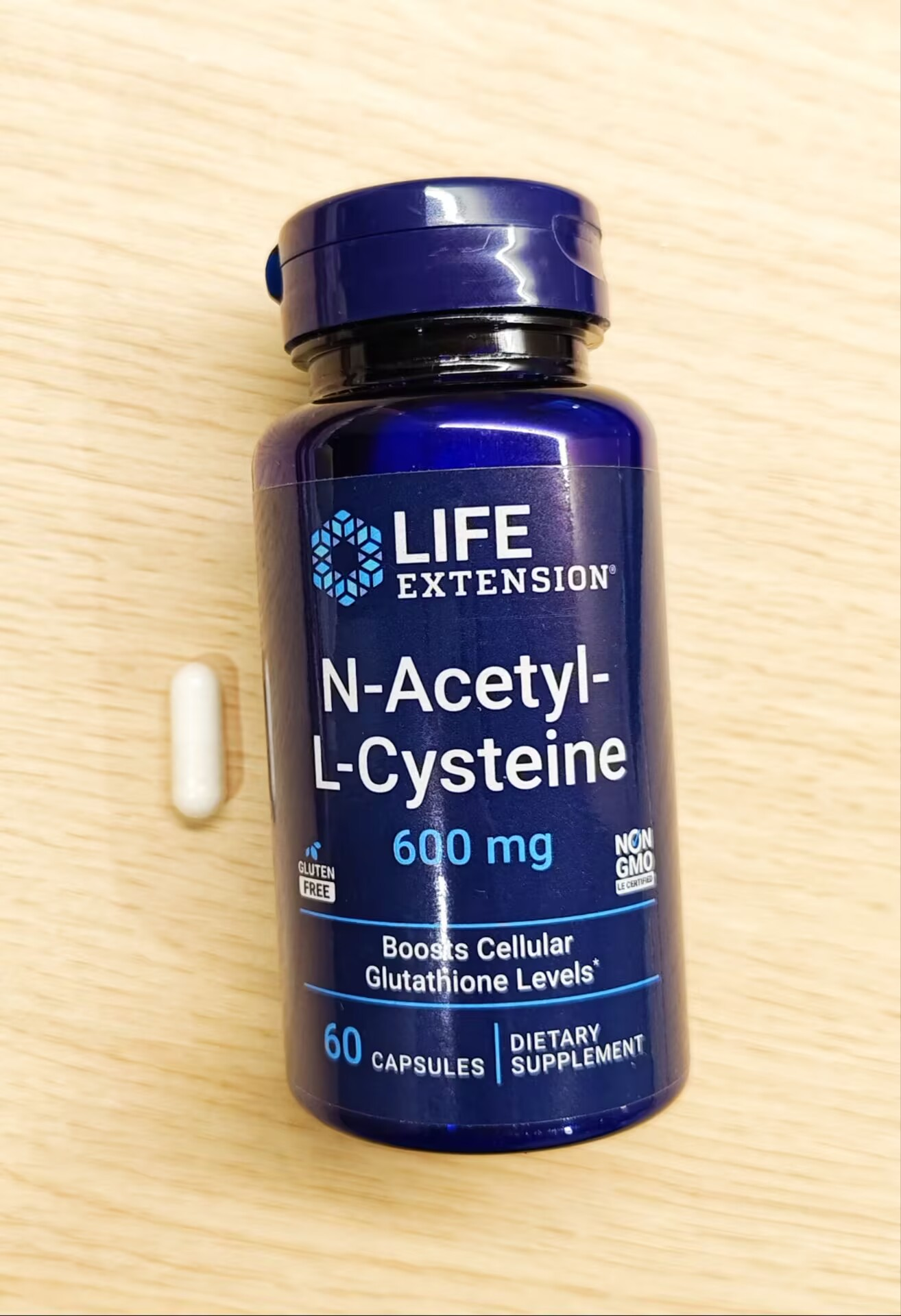
Capsules d'acétylcystéine vendues par la société de compléments alimentaires Life Extension Foundation

L'acétylcystéine est disponible sous forme de :
- solutions orales ou de poudre pour la reconstitution d'une solution - disponible sous les noms commerciaux de Mucomyst (UPSA Conseil / Bristol-Myers Squibb) et Exomuc (Laboratoires Bouchara-Recordati) et sous le nom d'acétylcystéine (Sandoz / Novartis). En Belgique, disponible sous le nom de Lysomucil (Zambon), Pectomucyl (Qualiphar), Docacetyl (Docpharma) et Acetylcysteine (Sandoz / Eurogenerics Respiratory / Teva Classics / Mylan / Ratiopharm), Lysox (Menarini Benelux). En Suisse, disponible sous le nom de Solmucol (IBSA)
- ampoules de liquide pour inhalation, pour injection (i.v. et i.m.), voie nasale ou orale ;
- perfusions réservées à l'usage hospitalier ;
- gélules (Dynveo, Nutrixéal, Sanuvit) ;
- sachets de poudre de 250 g sans excipients (BulkPowders, MyNutrition) ;
- comprimés effervescents, goût mûre (Biogaran).

## Divers
L'acétylcystéine fait partie de la liste des médicaments essentiels de l'Organisation mondiale de la santé (liste mise à jour en avril 2013).